# Krach (film)
Pour les articles homonymes, voir Krach (homonymie).
Pour plus de détails, voir Fiche technique et Distribution.
Krach est un film franco-belgo-canadien réalisé par Fabrice Genestal, sorti en 2010.
L'idée du film est venue au réalisateur à la suite d'un article du journal Le Monde concernant l'affaire LCTM (Long Term Capital Management), qui en 1998 avait menacé l'équilibre du système financier.
Le coscénariste du film, Paul Besson, est un mathématicien devenu trader.

## Fiche technique
- Titre : Krach
- Réalisation : Fabrice Genestal
- Scénario : Paul Besson et Fabrice Genestal
- Photographie : Pascal Rabaud
- Montage : Catherine Schwartz
- Musique : Frédéric Vercheval
- Production : Jacques-Henri Bronckart, Pierre Forette, André Rouleau et Thierry Wong
- Société de production : Cine Nomine, Caramel Film, Versus Production, RTBF, Canal+ et CinéCinéma
- Société de distribution : UGC Distribution (France) et Warner Bros. (États-Unis)
- Pays :  France,  Canada et  Belgique
- Genre : Film dramatique, Film d'action, Thriller
- Durée : 85 minutes
- Dates de sortie : 
  -  France : 1er septembre 2010

## Distribution
- Gilles Lellouche : Erwan Kermor
- Vahina Giocante : Sybille Malher
- Michael Madsen : William
- Charles Berling : Georges
- Lisa Ray : Sarah
- Joffrey Verbruggen : Tony
- Jason Blicker : Henry
- Ivan Fox : Douglas
- Graham Cubertson : Ken
- Frank Fontaine : Arthur Badigan
- Sam Stone : Harold Dune
- Daniel Pilon : Harry Hunt
- Lori Graham : Alissa
- Larry Day : Reed
- Janet Lane : Kate